# Lampona ewens
Lampona ewens là một loài nhện trong họ Lamponidae. Loài này được phát hiện ở Nam Úc và Tasmanië.